# 鄧成敦
鄧成敦（越南语：／，1885年—1946年），阮朝官員，舉人出身。

## 生平
1932年，任廣南布政使。1934年，改任河靜布政使。1937年，任廣治巡撫。
保大十三年（1938年）八月至十五年（1940年）正月，任承天府尹。1940年，以尚書銜致仕。
鄧成敦逝世於1946年。
鄧成敦之墓位於歸仁市陳光耀坊。